# Dolichopus longicornis
Dolichopus longicornis är en tvåvingeart som beskrevs av Hermann Friedrich Stannius 1831. Dolichopus longicornis ingår i släktet Dolichopus och familjen styltflugor. Arten är reproducerande i Sverige. Inga underarter finns listade i Catalogue of Life.